# 1051
Évszázadok: 10. század – 11. század – 12. század
Évtizedek: 1000-es évek – 1010-es évek – 1020-as évek – 1030-as évek – 1040-es évek – 1050-es évek – 1060-as évek – 1070-es évek – 1080-as évek – 1090-es évek – 1100-as évek
Évek: 1046 – 1047 – 1048 – 1049 –  1050 – 1051 – 1052 – 1053 – 1054 – 1055 – 1056

## Események
- III. Henrik német-római császár Magyarországra támad,[1] a Dunán felvonuló ellátó hajóit a magyarok csellel visszafordítják. Az éhező német sereget Béla herceg a Vértes hegységben megveri és menekülésre kényszeríti.
- Ilarion metropolita, az első orosz főpap lesz az orosz egyház feje.
- A szeldzsuk törökök elfoglalják Iszfahán városát.